# Короткі ланцюги поставок харчування
Короткі ланцюги поставок харчування — термін, що використовується для ідентифікації широкого спектра  конфігурацій виробництва-розподілу попиту продуктів харчування, таких як наприклад фермерські ринки, фермерські магазини, колективні фермерські магазини, солідарне сільське господарство, та групи солідарної закупівлі. В більш загальному розумінні, ланцюг поставок продуктів харчування може бути визначений як «короткий», тоді, коли він характеризується короткою дистанцією чи/або невеликою кількістю посередників між виробником та споживачем.

## Виникнення поняття
Короткі ланцюги поставок харчування на початку були визначені як приклади "опору" фермерів відносно модернізації продовольчої системи, що характеризується розвитком ланцюгів поставок на основі дальньої торгівлі. Опір складається з того, що через продаж безпосередньо споживачам, фермери уникають посередників й таким чином можуть розвивати свої власні автономні маркетингові стратегії на основі диференціації. Ці стратегії дають фермерам можливість лишити більшу частку доданої вартості на фермі та місцевій економіці. Враховуючи ці характеристики, короткі ланцюги поставок продовольства все більш враховуються в сільській та продовольчій політиці, таким чином, короткі ланцюги харчування виступають як рухома сила змін у системі харчування і як політичний інструмент розвитку сільської місцевості. В цілому аналіз коротких ланцюгів поставок харчування розвиває у громадськості більш широкі дискусії щодо "альтернативних та стійких ланцюгів і мереж харчування".,,.

## Специфіка
Короткі ланцюги поставок харчування вважаються найбільш вдалими каналами для органічних та традиційно місцевих продуктів дрібними фермерами. Насправді, прямі відношення між виробником і споживачем дають їм можливість розвивати більш тісні контакти один з одним і визначати ринкові ніші. Як заявляють llbery и Maye,
«..ключова характеристика коротких ланцюгів поставок харчування в тому, що продукти, які досягають кінцевого користувача були доставлені по ланцюгу поставок, який містить в собі цінності наповнені інформацією, що стосується способів виробництва, походження і відмінних якісних характеристик продукту..» (див. також Renting й співавт.)
 Крім того, Marsden й співавт.. (2000)  наполягають, що
«..спільною характеристикою, однак , є акцент на види відносин між виробником і споживачем в цих ланцюгах поставок, а також роль цих відносин в у побудові цінностей та цілей, а не виключно тип самого продукту..».

## Критерії виявлення
В цілях розвитку поняття коротких ланцюгів поставок харчування, є ряд деяких критеріїв, що можуть бути використані для їх визначення. Таким чином короткі ланцюги поставок можуть містити в собі аспекти географічної, соціальної та економічної близькості.
- Географічна близькість означає фізично близьке розміщення, й вимірюється вона як відстань між виробниками і споживачами.
- Соціальна близькість виражається як прямі (або з дуже малою кількістю посередників) й довірительні відносини між виробниками і споживачами, які знають один одного й виготовляємий продукт, а також як солідарність між виробником і споживачем, їх громадянська активність в місцевій продовольчій системі та зв'язок з місцевими традиціями харчування.
- Економічна близькість означає, що ринкові обміни відбуваються і гроші обертаються в межах спільноти чи певної місцевості; короткий ланцюг харчування знаходиться у власності й регулюється на місцевому рівні, він прозорий і відслідковувальний від початку і до кінця виробництва.

## Класифікація
Короткі ланцюги поставок харчування класифікуються по Renting і співавт. як віч-на-віч, близькі і поширені. Ланцюги, що описуються як віч-на-віч характеризуються регулярними фізичними зустрічами між виробником і користувачем (як у випадку фермерських ринків). В коротких ланцюгах поставок харчування, побудованих на близькості відстані виробники не обов'язково управляють розподілом продуктів (як у випадку споживацьких кооперативів).
В поширених коротких ланцюгах поставок харчування, де географічна відстань між виробником і користувачем може бути велика, споживачі знають виробників й особливості продуктів(як у випадку справедливої торгівлі й продуктів з зачищеною деномінацією походження).

## У державних приписах
План дій розроблений в 2009 році при французькому Міністерстві сільського господарства, продовольства й лісництва був направлений на підтримку розвитку коротких ланцюгів поставок харчування. Згідно цього плану, короткі ланцюги поставок харчування вимірюються на основі кількості суб'єктів, що беруть участь. А саме: короткими ланцюгами харчування вважаються
«..комерціалізацією сільськогосподарської продукції через пряму і не пряму продаж, в яких бере участь лише один посередник..».
Тим не менш, у французькому сенаті й на регіональному рівні ведуться дискусії, що існування коротких ланцюгів не має зводитись до числа посередників, слід також розглядати й географічну відстань (наприклад, можна безпосередньо купити виноградну лозу в одному місці, але що, якщо вона повинна проїхати 1000 кілометрів перед посадкою?). Після національного плану дій (чи, можливо в деяких випадках ще до нього), були розроблені регіональні плани розвитку коротких ланцюгів поставок харчування. Регіональні плани дій відносяться  до наведеного вище визначення, але вони також доповнені чи уточнені на місцевому рівні. Наприклад в регіоні Аквітанія місцеве самоврядування додає також близькість чи зниження географічної відстані між виробником і споживачем.(посилання) Французький закон про модернізацію сільського господарства і рибальства, оновлений в 2010 (№ 2010-874), серед численних інших дій та інтервенцій держави також згадує
«..розвиток коротких ланцюгів поставок харчування та сприяння географічній близькості між виробниками та переробниками..».

## Приклади
- Фермерські ринки[en], є місцями роздрібної торгівлі за участю фермерів, які продають продукти харчування споживачам.
- Солідарне сільське господарство - це мережа або асоціація людей, які взяли на себе зобов'язання підтримувати одну або більше місцевих ферм, і поділяючих ризики і вигоди від спільного виробництва продуктів харчування.
- Групи солідарної закупівлі[it] - це мережі створені з ініціативи італійських споживачів які зв'язуються з фермерами для організації альтернативних систем продовольчих поставок.
- Французькі асоціації з підтримання сільського господарства [Архівовано 26 лютого 2011 у Wayback Machine.] - це французькі суспільні ініціативи, що підтримують фермерів і органічне сільське господарство шляхом прямих зв'язків між фермерами та споживачами.

## Науково-дослідницькі проекти
- GLAMUR [Архівовано 16 червня 2022 у Wayback Machine.] - Глобальні та локальні оцінки продовольчої системи: багатосторонній підхід на основі оцінки продуктивності.
- FOODLINKS [Архівовано 15 червня 2022 у Wayback Machine.] - брокеридж знань з метою сприяння сталому споживанню продуктів харчування та продукції: що об'єднує вчених, політиків та організацій громадянського суспільства.
- SUS-CHAIN [Архівовано 6 серпня 2013 у Wayback Machine.] - Маркетинг сталого сільського господарства: аналіз потенційної ролі нових ланцюгів поставок продуктів харчування для сталого сільського розвитку.
- PUREFOOD [Архівовано 27 липня 2012 у Wayback Machine.] - підготовка дослідників у сфері соціально-економічної та соціально-просторової динаміки міських, приміських і регіональних ланцюгів поставок харчування.